# حنتوتین
حنتوتین (به عربی: حنتوتین) یک روستا در سوریه است که در ناحیه مرکزی معره‌النعمان واقع شده‌است. حنتوتین ۱٬۴۲۰ نفر جمعیت دارد.